# Bataille sur la Mroga
 (mai 2020).
 (juin 2025).
La bataille de la Mroga s’est déroulée le 10 septembre 1939 à proximité de la ville de Głowno sur la rivière Mroga pendant la campagne de Pologne. Elle opposa une unité de uhlans polonais à une unité blindée de l’armée allemande. Ce combat fait partie des affrontements de la contre-attaque polonaise sur la Bzura. Cette bataille renforce le mythe allemand des cavaliers polonais chargeant au sabre contre les chars allemands.

## Déroulement

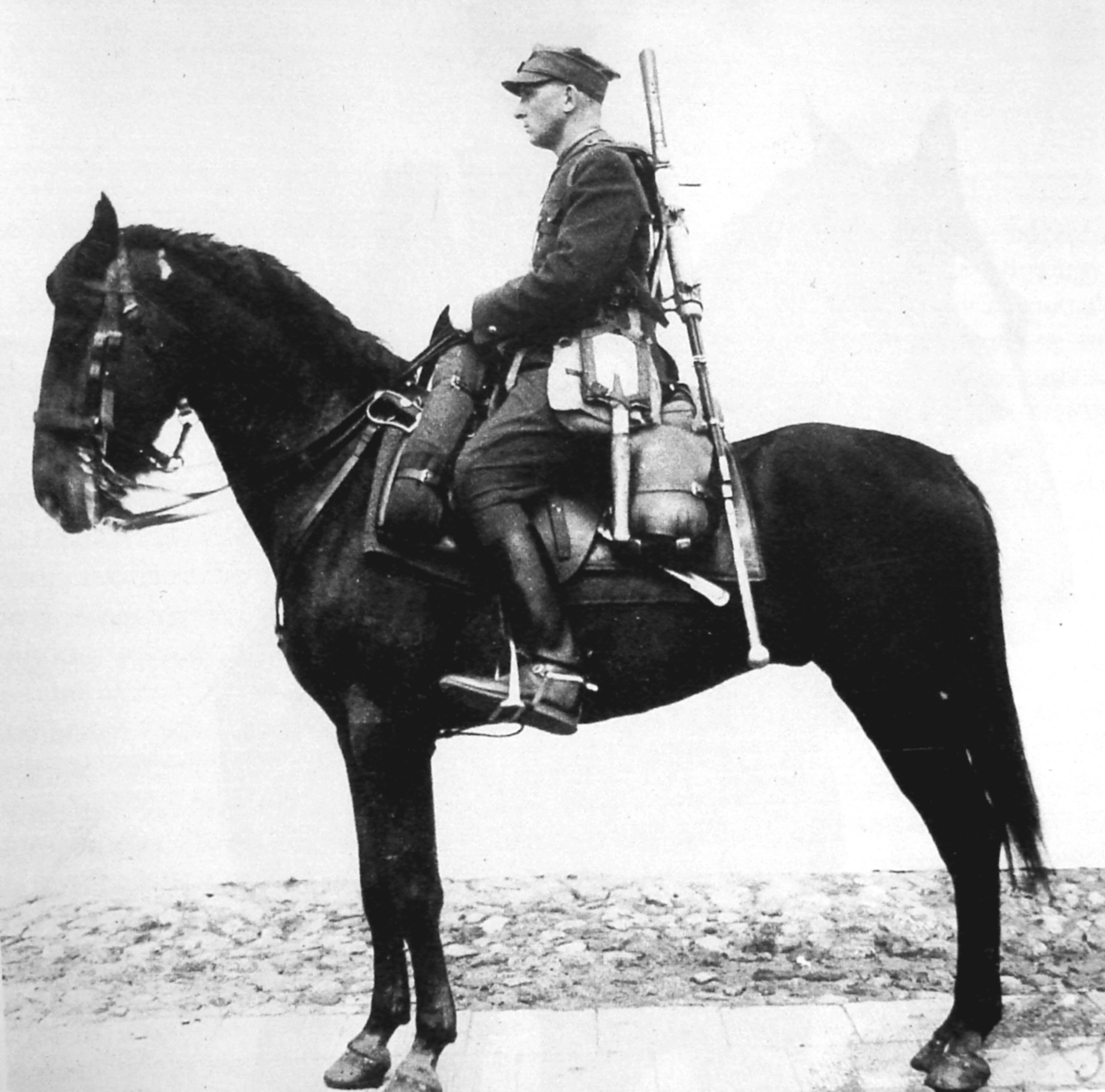
Uhlan polonais avec fusil antichar wz. 35.

Dans l'après-midi du 10 septembre et à la suite de la bataille de Walewice, le général polonais Roman Abraham a reçu l’information qu’une unité blindée allemande s’est positionnée sur la rivière Mroga (pl) entre Głowno et Bielawy. Les forces ennemies étaient composées de 6 chars avec de l’infanterie. Le général Abraham a décidé de lancer une attaque surprise avec une trentaine de volontaires du 4e escadron de cavaliers du 17e régiment de uhlans de Wielkopolska. Afin d’augmenter les chances de victoire, les Polonais ont emporté avec eux deux fusils anti-chars (wz.35), des grenades et une mitrailleuse.
Dans la soirée, les uhlans sont sortis des bosquets et ils ont commencé à charger sur des Allemands surpris et paniqués. Lors de la première charge, les grenades ont détruit les 6 blindés allemands. A la deuxième charge, les cavaliers ont éliminé les derniers Allemands essayant de résister. Le reste de l’unité allemande a été capturée. L’assaut polonais a été un succès. Aucune perte n’est à déplorer du côté polonais ce qui a remonté le moral du régiment de uhlans à la suite de la bataille de Walewice où elle a subi de nombreuses pertes.
Pour autant, ce succès est trop faible pour jouer un rôle majeur dans l’ensemble de la bataille de la Bzura. Cette bataille a été exploitée uniquement par la propagande allemande et soviétique pour montrer la folie des cavaliers polonais chargeant avec des sabres sur des chars ennemis.